# Вільям Стенлі-молодший
Вільям Стенлі-молодший ((англ. William Stanley Jr.; 28 листопада 1858 — 14 травня 1916) — американський фізик, винахідник, який народився в Брукліні, штат Нью-Йорк.
Він отримав 129 патентів на різноманітні електричні прилади. У 1913 році Стенлі-молодший запатентував вакуумну пляшку із цільної сталі і створив компанію Stanley Bottle .

## Раннє життя
Стенлі народився 28 листопада 1858 року в Брукліні, штат Нью-Йорк. Батьки Вільям Стенлі та Елізабет А. Парсонс Стенлі. Вільям-молодший отримав навчання в семінарії Віллістон, а пізніше закінчив Єльський університет у 1881 році.

## Кар'єра
Стенлі спочатку працював електриком, оперуючи з телевізійними клавішами[прояснити] та пожежною сигналізацією першого виробника. У Філадельфії Стенлі спроектував одну з перших електроустановок. Потім його помітив Джордж Вестінгауз і найняв головним інженером на свою фабрику в Пітсбурзі.
Стенлі у 1885 році, на основі прототипу Люсьєна Гауларда та Джона Діксона Гіббса 1881 року, удосконалив трансформатор змінного струму. Удосконалений пристрій був попередником сучасного трансформатора. В грудні за новим контрактом з Westinghouse Стенлі продовжив свою діяльність в Грейт-Баррінгтоні, штат Массачусетс.
20 березня 1886 року Стенлі продемонстрував першу повну систему високовольтної передачі змінного струму. Вона складалася з трансформаторів, генераторів та високовольтних ліній електропередач. Його система дозволяла розподіляти електричну потужність на великих площах. Він застосував свою систему для освітлення офісів та магазинів уздовж головної вулиці Грейт-Баррінгтона. Його система розподілу змінного струму лягла в основу сучасного розподілу електроенергії, а конструкція трансформатора стала прототипом для майбутніх трансформаторів. Роботу Стенлі з електрифікації головної вулиці Великого Баррінгтона названо віхою IEEE.
Упевнившись, що система змінного струму працює, Вестінгауз додатково випробував її влітку 1886 року в Пітсбурзі. Він за допомогою генератора, розробленого Стенлі, передавав змінний струм на відстань 3 милі і використовував його. Задоволений пілотною системою, Вестінгауз розпочав комерційне виробництво. Він надіслав рекламний ролик своєї компанії в Баффало, штат Нью-Йорк, де місцева комунальна служба розповсюдила його. Замовлення на 25 установок змінного струму виконувались протягом кількох місяців.
Стенлі став засновником компанії Stanley Electric Manufacturing Company у Пітсфілді, штат Массачусетс у 1890 році. А в 1903 році компанія General Electric Corporation придбала контрольний пакет акцій фірми. Нині на землі, де колись містилась компанія, розташований діловий парк Вільяма Стенлі Беркшир.
У 1913 році в результаті роботи з трансформаторами Вільям Стенлі-молодший створив сталеву пляшку Стенлі, яку можна використати для виготовлення вакуумного термоса замість скла. 1915 року Вільям Стенлі розпочав серійне виробництво пляшок Стенлі.

### Патенти

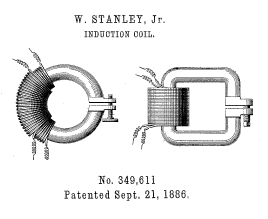
Практичні схеми котушок були прототипами сучасних трансформаторів.

Вільям Стенлі-молодший отримав 129 патентів на цілий ряд продуктів та електричних приладів. Далі йде список патентів в якому важливі патенти виділено жирним шрифтом. У 1912 році отримав медаль Едісона.

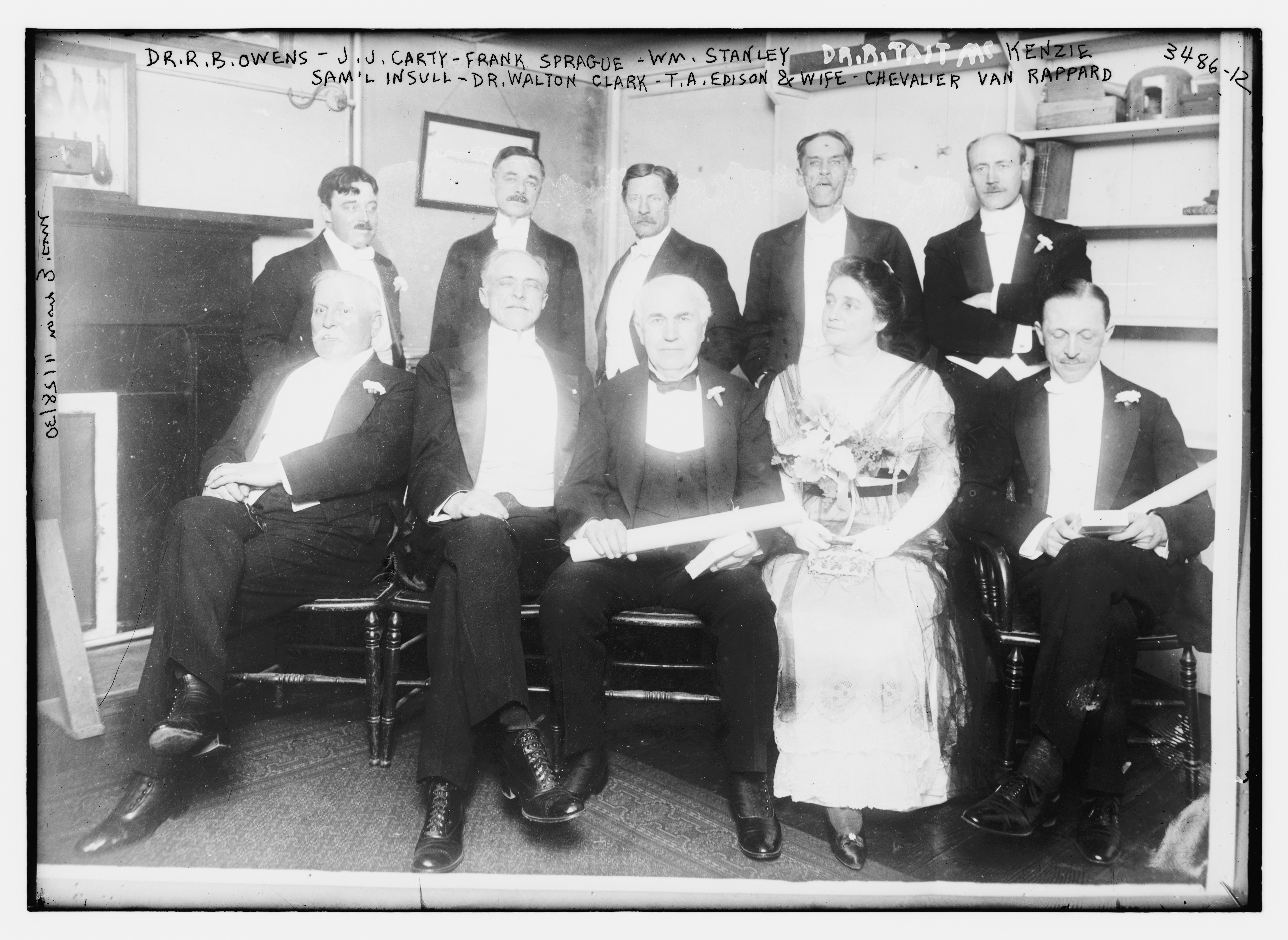
Стенлі (другий ряд, другий справа) у Філадельфії 19 травня 1915 р. Під час нагородження медаллю Франкліна з Томасом Альвою Едісоном

- U.S. Patent 244,331, доводчик для ламп розжарювання
- U.S. Patent 269,132, Електрична лампа
- U.S. Patent 316,302, Нитка розжарювання для електричних ламп
- U.S. Patent 322,496, багаторазова лампа розжарювання
- U.S. Patent 323,372, вуглець для ламп розжарювання
- U.S. Patent 324,894, розетка для електричної лампи розжарювання
- U.S. Patent 330,269, тримач для електричної лампи розжарювання
- U.S. Patent 333,028, Глобус для електричної лампи розжарювання
- U.S. Patent 349,611, Індукційна котушка
- U.S. Patent 349,613, Автоматичне відключення електричних ланцюгів освітлення
- U.S. Patent 349,614, Автоматичний U.S. Patent 349,614 для електричного освітлення
- U.S. Patent 363,559, Електрична лампа розжарювання
- U.S. Patent 333,564, Система електричного освітлення
- U.S. Patent 387,117
- U.S. Patent 428,575
- U.S. Patent 508,188

## Особисте життя
Вільям одружився з Лілі Кортні (Ветмор) Стенлі в 1884 році. Їхній син Гарольд Стенлі в 1935 році заснував фінансову фірму Моргана Стенлі з онуком Дж. П. Моргана Генрі Стургісом Морганом, яка згодом стала найбільшим банком у світі.

## Подальше читання
- «Вільям Стенлі помирає», New York Times, 15 травня 1916 р., Стор. 9, кол. 5.
- «Вільям Стенлі» (22 листопада 1858 — 14 травня 1916), Словник американської біографії, том XVII, Сини Чарльза Скрібнера, Нью-Йорк, 1935, стор. 514.
- «Вільям Стенлі», Національна циклопедія американської біографії, том XXIV, James T. White & Co., Нью-Йорк, 1935, стор. 394.
- Вільям Стенлі (1858—1916) — його життя і діяльність, Лоуренс А. Хокінс, Товариство Ньюкомена в Північній Америці, Нью-Йорк, 1951.